# Weißenbachsattel (Schwarzwald)
Der Weißenbachsattel ist ein 1079 m ü. NHN hoher Passübergang zwischen Geschwend und Todtmoos und verbindet damit den Gletscherkessel Präg mit dem Todtmooser Tal. Gleichzeitig verläuft am Pass die Kreisgrenze zwischen dem Landkreis Lörrach (→ Liste der Pässe im Landkreis Lörrach) und dem Landkreis Waldshut. Der Pass verläuft rund einen halben Kilometer Luftlinie südwestlich vom 1263 m hohen Hochkopf-Gipfel.

## Profil
Vom nördlich zum Pass gelegenen Geschwend aus steigt die Passstraße 10,1 Kilometer an und überwindet einen Höhenunterschied von 499 Metern, was einer durchschnittlichen Steigung von 4,9 % entspricht. Das Steigungsmaximum liegt im oberen Drittel bei 10 %. Die Nordrampe trägt bis zur Abzweigung nach Bernau die Bezeichnung Landesstraße 149 und trägt dann die Bezeichnung Landesstraße 151.
An der Passhöhe befindet sich das Hochkopfhaus und Parkplätze. Hier laufen die Straßen der Nord-, Süd- und Westauffahrt (K 6304) zusammen. Der Pass ist gleichzeitig Endpunkt der zehnten und Startpunkt der elften Etappe der Variante B (Östliche Strecke) des Westweges. Das wird durch das etwa 50 Meter vom Pass entfernte Westwegportal „Tor zum Wehratal“ auffällig gekennzeichnet. Das aus Granitfelsen gefertigte, etwa drei Meter hohe Portal wurde am 20. Mai 2009 eingeweiht. Neben dem Westweg verlaufen hier noch weitere Wanderwege. Südlich vom Pass befinden sich außerdem zwei Skilifte zum Hochkopf-Skigebiet.
Die Südrampe des Weißenbachsattel überwindet auf einer Länge von 4,9 Kilometern eine Höhe von 268 Metern, was einer durchschnittlichen Steigung von 5,4 % entspricht. Das Steigungsmaximum, im unteren Drittel befindlich, liegt bei rund 11 %. Die Westrampe ausgehend von Schönau überwindet auf 7,3 Kilometern einen Höhenunterschied von 526 Metern, was einer durchschnittlichen Steigung von 7,2 % entspricht. Die Steigungsmaxima von 12 bzw. 13 % werden an mehreren Stellen entlang der Rampe erreicht. Die Straße führt über den 1068 m hohen Tiergrüble, der als Zwischenpass auf der Strecke fungiert. Nach dem Tiergrüble führt die Kreisstraße, die auch Fuchswaldstraße heißt, über die Hochebene von Herrenschwand zum Weißenbachsattel.